# به‌آرن، کبک
به‌آرن (به فرانسوی: Béarn) شهری در منطقه شهری تمیسکامنگ ناحیه آبیتیبی-تمیسکامنگ در استان کبک کانادا است. در سرشماری سال ۲۰۱۱ این شهر ۸۶۱ نفر جمعیت داشته‌است و مساحت آن ۵۶۶٫۴۸ کیلومتر مربع است.